# Mari Eide
Mari Eide (Beitostølen, 18 de noviembre de 1989) es una deportista noruega que compite en esquí de fondo. Ganó una medalla de bronce en el Campeonato Mundial de Esquí Nórdico de 2019, en la prueba de velocidad individual.

## Palmarés internacional
| Campeonato Mundial | Campeonato Mundial | Campeonato Mundial | Campeonato Mundial   |
| Año                | Lugar              | Medalla            | Prueba               |
| ------------------ | ------------------ | ------------------ | -------------------- |
| 2019               | Seefeld (Austria)  | Medalla de bronce  | Velocidad individual |